# Cristian Raiciu
Cristian Ștefan Raiciu (sinh ngày 3 tháng 7 năm 1996) là một cầu thủ bóng đá người România thi đấu ở vị trí tiền vệ cho Pandurii Târgu Jiu. Raiciu khởi đầu sự nghiệp tại Concordia Chiajna, đội bóng mà anh có màn ra mắt tại Liga I và sau đó thi đấu cho Rapid București và Steaua II București.